# Instytut Badania Opinii Homo Homini
Instytut Badania Opinii Homo Homini – powstała w 2001 z siedzibą w Warszawie instytucja badająca opinię publiczną. Pod obecną nazwą funkcjonuje od 2007. Klientami firmy są m.in. Polsat, Telewizja Polska i Ministerstwo Sprawiedliwości. Firma rozpoczynała działalność od badań ilościowych, obecnie wykonuje również badania jakościowe. Firma wykonuje badania metodami ankiet face to face, sondaży, ankiet audytoryjnych, testów i obserwacji.
Firma nie jest członkiem Organizacji Firm Badania Opinii i Rynku, nie uczestniczy w Programie Kontroli Jakości Pracy Ankieterów.